# 圣梅姆
圣梅姆（法語：Sainte-Mesme，法語發音：[sɛ̃t mɛm]）是法国伊夫林省的一个市镇，属于朗布依埃区。

## 地理
圣梅姆（48°31'50"N, 1°57'32"E）面积8.16 平方千米，位于法国法蘭西島大區伊夫林省，该省份为法国北部内陆省份，北起瓦兹河谷省，西接厄尔省，西南接厄尔-卢瓦省，东南接埃松省，东临上塞纳省。
与圣梅姆接壤的市镇（或旧市镇、城区）包括：蓬泰夫拉尔、伊夫林地区圣阿尔努、聖馬丹-德布雷唐庫爾、科尔布勒斯、杜尔当。

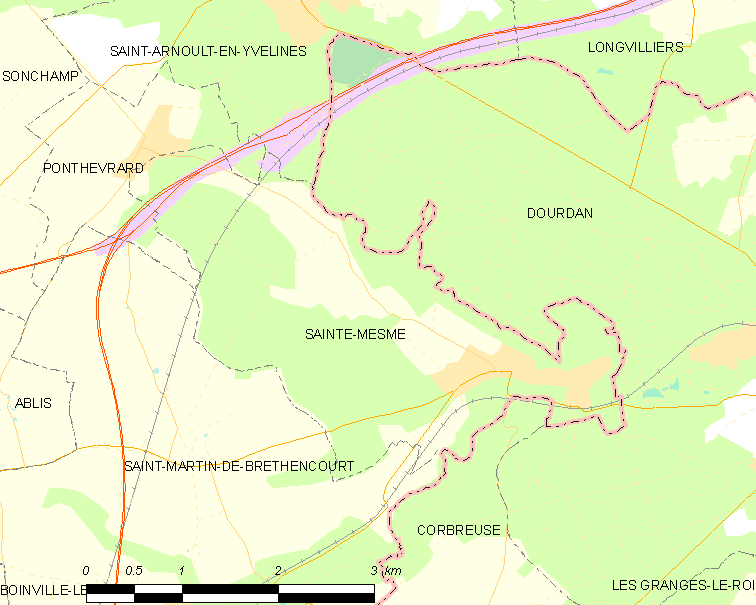
圣梅姆的OSM定位图

圣梅姆的时区为UTC+01:00、UTC+02:00（夏令时）。

## 行政
圣梅姆的邮政编码为78730，INSEE市镇编码为78569。

## 政治
圣梅姆所属的省级选区为朗布依埃县。

## 人口

1962-2008年间圣梅姆人口变化图示

圣梅姆于2022年1月1日时的人口数量为910人。